# 弗萊因阿克里斯 (加利福尼亞州)
弗萊因阿克里斯（英語：Fly-In Acres）是位於美國加利福尼亞州卡拉韋拉斯縣的一個非建制地區。該地的面積和人口皆未知。

## 地理
弗萊因阿克里斯的座標為37°13′55″N 120°20′14″W / 37.23194°N 120.33722°W，而該地的平均海拔高度為1176米（即3858英尺）。